# Chase McCain
Chase McCain è il protagonista del gioco Lego City Undercover e del prequel LEGO City Undercover: The Chase Begins, usciti durante il 2013. Ha una cotta per Natalia Kowaski. Il personaggio, inoltre, è presente nel videogioco LEGO Dimensions.

## Descrizione
Il torso di Chase McCain è di colore azzurro con stampa di un gilet grigio scuro e un distintivo, e il suo braccio destro ha la stampa di un distintivo della polizia. Gambe e fianchi sono neri. I suoi fianchi sono la stampa di una cintura marrone con una fibbia grigia, e le sue gambe sono la stampa di tasche. La faccia di McCain dispone di un bonario sorriso e sopracciglia marroni. Ha i capelli biondi un po' disordinati.

## Biografia
Chase lavora nel dipartimento di polizia di LEGO City, fa missioni di vario genere, sotto il comando del comandante Dunby, aiuta la gente, sconfigge i criminali e lavora dapprima da solo, in seguito col suo amico Frank Honey, da allora fanno molte avventure insieme, e combinano anche molti guai. Chase fa anche l'infiltrato per raccogliere informazioni da parte di alcuni scagnozzi riguardo al famoso criminale di LEGO City: Rex Fury, alla fine riuscirà nell'impresa, ma LEGO City è una città piena di criminali e ci sarà sempre bisogno dell'aiuto del nostro eroe!

## Travestimenti
- Cittadino: Questo travestimento non dà nessuna abilità, ma i costumi utilizzabili sono vari ed alcuni rappresentano personaggi famosi, come il mostro di Frankenstein, la mummia, o il gorilla.
- Poliziotto: Il poliziotto può utilizzare la sua pistola per aggrapparsi ad alcuni appigli ed issarsi in luoghi altrimenti irraggiungibili, e per tirare a sé degli oggetti. Può inoltre sfruttare le funzioni della sua ricetrasmittente per ascoltare dialoghi in luoghi lontani, per scoprire eventuali personaggi sospetti, e per seguire alcune piste che conducono ad oggetti nascosti in luoghi chiusi o sottoterra.
- Ladro: Il ladro può scassinare le porte chiuse con il suo piede di porco, ed utilizzare lo stetoscopio per aprire le casseforti blindate. Procedendo nel gioco entrerà anche in possesso di una pistola spara colori, che gli servirà per modificare il funzionamento di alcuni interruttori.
- Minatore: Il minatore può utilizzare la sua piccozza per abbattere le rocce che non si distruggono con i normali pugni. È l'unico personaggio che può raccogliere la dinamite, che serve per far saltare in aria oggetti e costruzioni argentate, altrimenti indistruttibili.
- Astronauta: L'astronauta può utilizzare i teletrasporti, ed attraverso la ricetrasmittente può aprire alcune scatole contenenti delle piccole antenne che rivelano oggetti nascosti. Entrerà anche in possesso di un jetpack per effettuare dei brevi voli.
- Contadino: Il contadino può annaffiare i vasi, rivelando delle piante rampicanti o dei fiori su cui può arrampicarsi per raggiungere luoghi altrimenti inaccessibili. Può inoltre utilizzare una gallina per planare dall'alto verso il basso, e può recuperare i maiali e rispedirli alla fattoria o anche cavalcarne uno.
- Pompiere: Il pompiere ha come arma un estintore attraverso cui può spegnere gli incendi. Può anche aprire le porte bloccate dalle assi di legno tramite un'ascia, e può salvare i gatti che si sono avventurati in zone troppo alte e non hanno la possibilità di scendere.
- Operaio Edile: L'operaio edile è dotato di un martello pneumatico con cui può trapanare il terreno per rivelare delle fuoriuscite d'acqua dalle tubature, ed utilizzarle per raggiungere luoghi più alti. Inoltre può aggiustare gli apparecchi elettrici, interagendo con la scatola da cui l'energia si diffonde.